# Bill Shankly

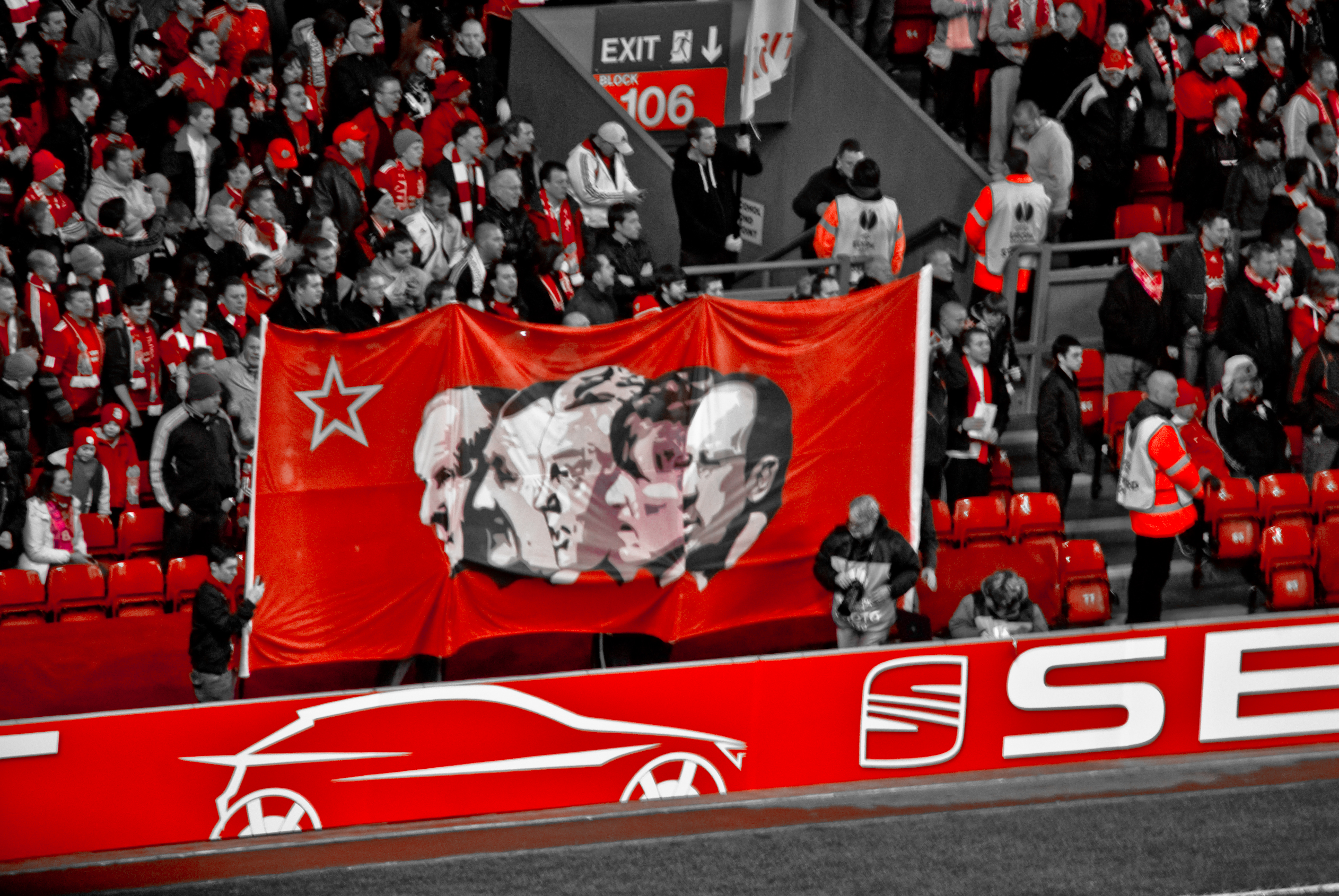
Transparent kibiców Liverpoolu przedstawiający utytułowanych trenerów. Shankly pierwszy z lewej

Bill Shankly, właśc. William Shankly (ur. 2 września 1913, zm. 29 września 1981) – szkocki trener piłkarski. Został odznaczony Orderem Imperium Brytyjskiego.
Shankly, zanim wybuchła wojna, był piłkarzem. Grał na pozycji skrzydłowego. Po wojnie zaczął swoją pracę jako trener. Największe sukcesy osiągnął z angielskim Liverpool F.C. Trzy razy zwyciężył z tym klubem w angielskiej ekstraklasie, raz w Pucharze UEFA, i dwa razy sięgnął po Puchar Anglii.

## Osiągnięcia
- Mistrzostwa Ligi: 1963/4, 1965/6, 1972/3
- FA Cup: 1964/5, 1973/4
- Puchar UEFA: 1972/3
- Mistrzostwo Second Division: 1961/2
- Tarcza Dobroczynności: 1964 (współdzielona), 1965 (współdzielona), 1966

- Drugie miejsca:
  - Mistrzostwa Ligi 1968/9, 1973/4
  - FA Cup: 1970/1
  - Puchar Zdobywców Pucharu: 1965/6
  - Tarcza Dobroczynności: 1971